# Gablingen
Gablingen là một đô thị tại huyện Augsburg bang Bayern nước Đức. Đô thị Gablingen có diện tích 26,74 km², dân số thời điểm ngày 31 tháng 12 năm 2006 là 4734 người.